# Jorge Abbondanza
Jorge Ramón Abbondanza Mendaro (Montevideo, 6 de marzo de 1936 - Montevideo, 28 de agosto de 2020) fue un pintor, ceramista, escritor, crítico de arte y periodista uruguayo.

## Biografía
Se formó en pintura y dibujo en la Escuela Nacional de Bellas Artes y  realizó cursos de cerámica en el taller de Enrique Silveira. A partir de 1957 instalaron un taller en común y trabajaron en forma conjunta. Ganó una beca para viajar a España otorgada por el Instituto de Cultura Hispánica.
También cursó estudios en la Facultad de Derecho de la Universidad de la República y se dedicó al periodismo y a la crítica de cine, teatro y arte en distintos medios de prensa.
Comenzó su trabajo periodístico en el diario El Bien Público, como crítico de cine y se desempeñó como columnista del diario El País desde 1965, donde dirigió durante muchos años la página de espectáculos y colaboró en el suplemento El País Cultural. También colaboró con otras publicaciones nacionales y extranjeras y en enciclopedias. 
Fue jurado en varios concursos culturales, en particular del área teatral. También fue integrante de la Sección Uruguaya de la Asociación Internacional de Críticos Teatrales y de la Asociación de Críticos Cinematográficos.
Escribió una biografía sobre el pintor Manuel Espínola Gómez que fue publicada en 1991 y una recopilación de artículos, titulada El gran desfile, publicada en 1996 por Ediciones de la Plaza.